# Exèrcit de Maniobra
L'Exèrcit de Maniobra va ser una formació militar de l'Exèrcit Popular de la República que va participar en la Guerra Civil Espanyola. Creat per iniciativa del General Rojo, durant la seva curta existència va constituir el braç executor de les ofensives de l'Exèrcit Republicà.

## Historial d'operacions
Es va constituir com a unitat al setembre de 1937 amb l'agrupació dels Cossos d'Exèrcit V, XVIII, XX, XXI i XXII. L'àrea d'estacionament de l' Exèrcit de Maniobra anava des de Benifallet, a l'Ebre, fins a enllaçar amb l'Exèrcit de Llevant més al sud. En els primers moments va tenir instal·lada la seva caserna general a Xerta (Tarragona) i no va disposar d'un comandament efectiu, si bé es trobava sota la supervisió personal del General Vicent Rojo.
El 9 de febrer el General Leopoldo Menéndez López va ser posat al comandament de l'Exèrcit, quedant al seu càrrec els Cossos d'Exèrcits V, XXII i XXI. No obstant això, no puc evitar la pèrdua de Terol a la fi de Febrer com tampoc va poder frenar l'enfonsament del Front d'Aragó al mes següent. El mes d'abril les seves unitats van quedar dividides en dues en quedar Catalunya aïllada de la resta de la zona republicana, per la qual cosa va perdre als els Cossos d'Exèrcit XVIII i V. Mentrestant, la resta de forces van continuar constituint l' Exèrcit de Maniobra al sud de l'Ebre.
El principal objectiu dels franquistes llavors era avançar cap a València, anterior seu del govern de la República i capital de l'horta llevantina. Les forces de l'Exèrcit de Maniobra, ben reorganitzades després dels anteriors fracassos a Aragó, van oposar una tenaç resistència recolzant-se en el terreny muntanyenc del Maestrat. No obstant això, els Exèrcits de Llevant i el de Maniobra van ser unificats en un nou Exèrcit de Llevant sota el comandament novament de Menéndez, el 20 de juny.

## Ordre de Batalla

### Novembre de 1937
| Cos d'Exèrcit dependent | Divisions integrades | Sector          |
| Exèrcit de Maniobra     |                      |                 |
| V Cos d'Exèrcit         | 46a, 47a i 35a       | Reserva General |
| XVIII Cos d'Exèrcit     | 34a, 70a i 72a       | Reserva general |
| XX Cos d'Exèrcit        | 66a, 67a, 68a        | Reserva general |
| XXI Cos d'Exèrcit       | 27a, 28a i 45a       | Binèfar         |
| XXII Cos d'Exèrcit      | 11a i 25a            | Aragó           |

### Maig de 1938
| Cos d'Exèrcit dependent | Divisions integrades | Sector  |
| Exèrcit de Maniobra     |                      |         |
| XX Cos d'Exèrcit        | 49a, 50a i 68a       | Llevant |
| XXI Cos d'Exèrcit       | 22a, 14a, 25a i 70a  | Llevant |
| XXII Cos d'Exèrcit      | 19a, 41a i 47a       | Llevant |

## Comandaments
Comandant en cap
- Coronel Leopoldo Menéndez López;[8]

Cap d'Estat Major
- Coronel d'Estat Major Federico de la Iglesia Navarro;[9]

Comissari General
- Pedro Bono Piombo,[9] del PCE-PCI;